# 뫼비우스의 띠

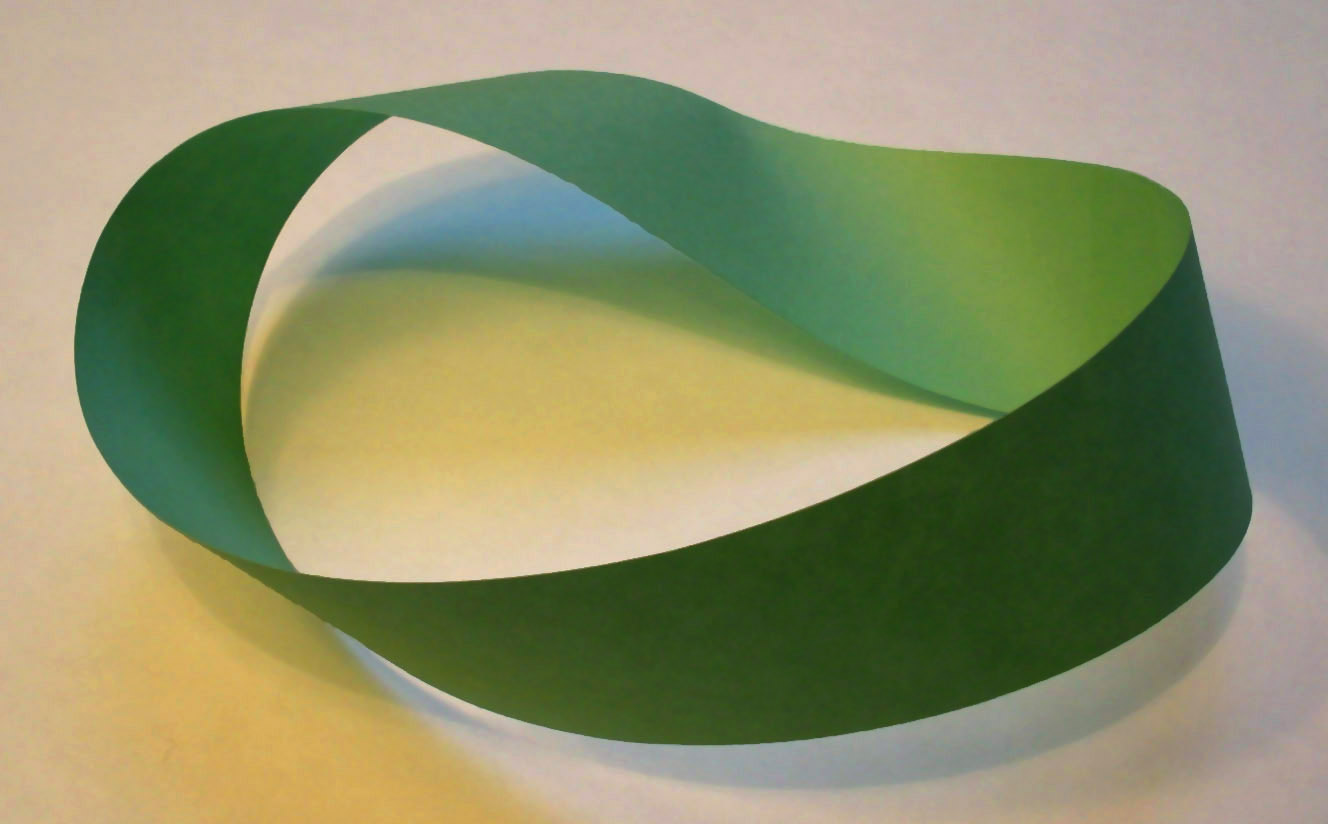
종이 끝을 테이프로 이어붙여 만든 뫼비우스의 띠. 만약 개미가 뫼비우스의 띠를 따라 표면을 이동한다면 경계를 넘지 않고도 원래 위치의 반대면에 도달하게 된다.

뫼비우스의 띠(Möbius strip)는 위상수학적인 곡면으로, 경계가 하나밖에 없는 2차원 도형이다. 안과 밖의 구별이 없는 대표적인 도형으로서 비가향적(non-orientable)이다. 1858년에 아우구스트 페르디난트 뫼비우스와 요한 베네딕트 리스팅이 서로 독립적으로 발견했다.
모형은 종이 띠를 절반 만큼 비틀어 끝을 붙이는 것으로 간단하게 만들 수 있다. 사실 유클리드 공간에서는 어느 쪽으로 비트느냐에 따라 두 종류의 뫼비우스 띠가 존재한다. 따라서 뫼비우스의 띠는 키랄성(Chirality; 실제상과 거울상이 겹치지 않은 구조의 성질, 즉 회전반사대칭이 없는 구조의 입체적 성질)을 띤다.
뫼비우스 띠의 오일러 지표는 0이다.

## 성질
뫼비우스 띠는 몇 가지 흥미로운 성질을 가진다. 어느 지점에서 띠의 중심을 따라 이동하면 출발한 곳과 반대면에 도달할 수 있다. 이 상황에서 계속 나아가면 두 바퀴를 돌아 처음 위치로 돌아오게 된다. 이러한 연속성에 의해 뫼비우스 띠는 단일 경계를 가지게 된다.
띠의 중심을 따라 뫼비우스 띠를 자르면 두 개의 띠로 분리되는 것이 아니라, 단일한 두 번 꼬인 띠가 된다. 이것은 뫼비우스의 띠가 단일한 경계를 가지기 때문인데, 자르기를 하면 두 번째 경계가 생겨나는 것이다.
띠의 중심을 따라 1/3씩 평행한 두 줄로 자르면 두 개의 띠로 분리된다.
하나는 동일한 길이의 뫼비우스의 띠가 되고, 다른 하나는 두 배로 긴, 두 번 꼬인 띠가 된다.
짝수번 비튼 띠는 뫼비우스의 띠는 아니다.
1번 비튼 띠 (1번 비튼 띠=180°회전시킨 띠)
-2등분시 = 4번 비튼 띠 (1개)
-3등분시 = 4번 비튼 큰 띠(=두번 꼬인 띠) 1개, 1번 비튼 띠(1개)가 연결되어 있다.
2번 비튼 띠
-2등분시 = 2번 비튼 띠 (2개)
-3등분시 = 2번 비튼 띠 (3개)
3번 비튼 띠
-2등분시 = 8번 비튼 띠 (1개)
-3등분시 = 8번 비튼 큰 띠(1개), 3번 꼬인 띠 (1개)
4번 비튼 띠
-2등분시 = 4번 비튼 띠(2개)
-3등분시 = 4번 비튼 띠(3개)

## 기하학과 위상수학

정사각형을 비틀어 뫼비우스 띠로 만들면 모서리 A의 화살표 방향이 같게 되도록 만나게 된다.

{\displaystyle \mathbb {R} ^{3}} 상에서 뫼비우스의 띠를 매개변수로 표현하는(parametrization) 한 가지 방법을 예시하면 다음과 같다.
{\displaystyle x(u,v)=\textstyle \left(1+{\frac {1}{2}}v\cos {\frac {1}{2}}u\right)\cos u}
{\displaystyle y(u,v)=\textstyle \left(1+{\frac {1}{2}}v\cos {\frac {1}{2}}u\right)\sin u}
{\displaystyle z(u,v)=\textstyle {\frac {1}{2}}v\sin {\frac {1}{2}}u}
이 때, {\displaystyle 0\leq u<2\pi ,-1\leq v\leq 1}이다. 이것은 xy평면 위에 있는 반지름이 1인 중심원 위에 놓인 너비가 1인 뫼비우스 띠를 만든다. 변수 u는 뫼비우스의 띠를 돌고, v는 모서리 사이를 움직인다.
위상수학에서 뫼비우스의 띠는 우측 다이어그램과 같이, 정사각형 [0,1] × [0,1]에서 위쪽 모서리와 아래쪽 모서리가 0 ≤ x ≤ 1에서 (x, 0) ~ (1 − x, 1)로 동치 관계(Equivalence relation)를 주어서 정의한다.
뫼비우스의 띠는 경계를 가지는 2차원 콤팩트 다양체(compact manifold with boundary)이다. 또한 비가향적(non-oriantable)인 곡면으로 가장 유명한 예가 된다.

## 관련 대상
기하학적 대상으로서 클라인 병과 매우 연관이 깊다. 클라인 병은 두 개의 뫼비우스 띠의 경계를 붙여서 만든다. 물론 보통의 3차원 유클리드 공간에서는 불가능한 작업이다.
다른 기하학적인 대상으로는 실수 사영 평면이 있다. 원판(disk)의 경계를 따라 뫼비우스의 띠의 경계를 붙이면 실수 사영 평면을 얻는다.

## 대중 문화 속 인용

미국의 재활용 마크.

- 네덜란드의 화가 에셔의 작품 중에는 뫼비우스의 띠에 영감을 받은 작품이 많다.[1]
- 미국의 재활용 마크는 뫼비우스의 띠 모양이다.
- 대한민국의 소설가 조세희의 단편 소설 모음집 《난장이가 쏘아올린 작은 공》에 수록된 첫 번째 단편의 제목이 〈뫼비우스의 띠〉다.
- 대한민국의 보이 밴드 젝스 키스의 4집 앨범 《Com'Back》에 "뫼비우스의 띠"라는 제목의 수록곡이 있다.

## 같이 보기
- 교차모
- 리본 이론 (Ribbon theory)
- 클라인 병
- Umbilic torus